# Pat Neshek
Patrick John Neshek (Madison, 4 settembre 1980) è un giocatore di baseball statunitense.

## Carriera
Neshek fu selezionato la prima volta nel 45º turno del draft 1999 dai Minnesota Twins, ma in quell'occasione non firmò.
Neshek accettò, quando i Twins lo scelsero nuovamente durante il draft 2002, questa volta nel sesto giro come 182º assoluto. Debuttò nella MLB il 7 luglio 2006, all'Ameriquest Field di Arlington, lanciando due inning e concedendo una valida, contro i Texas Rangers. Il 30 luglio ottenne la sua prima vittoria contro i Detroit Tigers. Giocò con i Twins fino al 2010, perdendo però quasi tutta la stagione 2008 e tutta quella del 2009 dopo essersi sottoposto alla Tommy John surgery. 
Neshek il 20 marzo 2011 firmò con i San Diego Padres. Vi giocò per 25 partite, con una media PGL di 4.01. A fine anno divenne free agent, firmando con i Baltimore Orioles, con cui non scese mai in campo, e poi con gli Oakland Athletics, con cui disputò le annate 2012 e 2013. 
Nel 2014, Neshek firmò con i St. Louis Cardinals con cui, nell'unica stagione, fu convocato per il suo primo All-Star Game. Il 10 dicembre 2014 firmò un contratto biennale da 12,5 milioni di dollari con gli Houston Astros. Il 4 novembre 2016 fu scambiato con i Philadelphia Phillies con cui, nella prima metà della stagione 2017, fu convocato per il suo secondo All-Star Game in carriera. Il 26 luglio 2017 fu scambiato con i Colorado Rockies per tre giocatori delle minor league. Divenne free agent il 2 novembre. 
Il 15 dicembre 2017 Neshek firmò nuovamente un contratto, valido due anni, con i Philadelphia Phillies. Nel 2018 disputò 30 partite, iniziando la stagione il 1º luglio, a causa di un infortunio alla spalla destra. Il 25 maggio 2019, venne inserito nella lista degli infortunati per nuovi problemi alla spalla destra. Tornò in campo il 19 giugno, ma il giorno successivo tornò tra gli infortunati per problemi al tendine del ginocchio sinistro, chiudendo di fatto la stagione con 20 partite disputate nella MLB.

## Palmarès

### Nazionale
- World Baseball Classic:  Medaglia d'Oro

Team USA: 2017

### Individuale
- MLB All-Star: 2

2014, 2017